# سارلويس رويالز
سارلويس رويالز (بالألمانية: TV 1872 Saarlouis) هو فريق كرة سلة ألماني للسيدات يقع مقره في زارلوييس. يلعب في الدوري الألماني لكرة السلة للسيدات حيث فاز به مرتين.

## الإنجازات
- الدوري الألماني لكرة السلة للسيدات
  - 2009، 2010

## وصلات خارجية
- الموقع الرسمي